# Charles Barthélemy (militant)
Pour les articles homonymes, voir Barthélemy et Charles Barthélemy.
 (juin 2024).
Charles Barthélemy, né le 9 février 1901 à Apremont et mort le 17 janvier 1972 à Vesoul, est un militant communiste et résistant français.

## Biographie

### Première Guerre mondiale
À l'âge de 15 ans, durant la Première Guerre mondiale, il travaille dans une usine de fabrication de pièces agricoles.

### Entre-deux-guerres
Dans les années 1930, il est particulièrement actif en faveur du syndicalisme et du communisme.

### Seconde Guerre mondiale
Il participe à la résistance pendant la Seconde Guerre mondiale.